# Ancien pressoir de la dîme de Küsnacht
L'ancien pressoir de la dîme de Küsnacht, appelé Zehntentrotte en allemand, est un bâtiment situé dans la commune zurichoise de Küsnacht. Il s'agit du plus ancien pressoir encore existant dans le canton.

## Histoire
Le pressoir est mentionné pour la première fois en 1290 par le prêtre séculier Konrad von Tengen qui mentionne son échange contre une parcelle de terrain située à côté de l'église du village. Il est à nouveau mentionné en 1320 comme lieu de stockage de vin, produit de la dîme.
Le 24 mars 1409, l'abbé Heinrich von Kappel vend le bâtiment au commandeur Johannes Staler pour 200 livres. Après l'instauration de la réforme protestante et l'abolition de la commanderie, le bâtiment devient propriété de l'État avant de repasser en mains privées quelques années plus tard. Au XVIe siècle, le bâtiment a été étendu sur le flanc de la montagne, puis rénové au début du XIXe siècle.
En 1934, le club nautique de Küsnacht loue une partie du bâtiment à son propriétaire d'alors, le psychiatre Theodor Brunner (1877–1956). En 1950, c'est la commune qui achète le pressoir ; plusieurs projets d'utilisation du bâtiment sont dressés (parmi lesquels un musée du vin), sans qu'aucun ne soit finalement réalisé. De nos jours, il est utilisé par le club nautique pour y stocker des bateaux. Le bâtiment est inscrit comme bien culturel d'importance nationale.

## Fresques
L'un des murs de côté du pressoir, long de 13 mètres, est décoré de fresques gothiques, exemplaire quasi-unique de peintures ecclésiastiques réalisées dans un bâtiment séculier. Ces fresques datent probablement de 1410 et ont été réalisées sur l'ordre du commandeur Staler après qu'il eut acheté le pressoir. Elles ont ensuite été enduites de plâtre à la réforme, puis remises à jour en 1932.
Les fresques représentent, de gauche à droite, les blasons des familles de Montfort et de Schulthess von Gebwiler suivis d'une scène du baptême du Christ, d'une représentation de Martin de Tours, puis de la vierge Marie tenant l'enfant Jésus.

## Sources
- (de) Cet article est partiellement ou en totalité issu de l’article de Wikipédia en allemand intitulé « Zehntentrotte » (voir la liste des auteurs).